# 坂本光男
坂本 光男（さかもと みつお、1929年 - ）は、日本の教育評論家。埼玉県秩父市生まれ。埼玉師範学校卒・中央大学法学部卒。小学校・中学校・高校の教師。日本生活指導研究所所長・全国生活指導研究協議会会員。「親子映画」運動を進める。映画「はしれリュウ」「学び座」の原作者。

## 著書
- 『生徒会の自治をかれらに』明治図書出版 1966 教育問題新書
- 『教えること・育てること』明治図書出版 1978 生活指導の探求
- 『教師の指導力を高めるために』明治図書出版 1979 生活指導選書
- 『どうすれば子どもを高められるか 続教師の指導力を高めるために』明治図書出版 1981 生活指導選書
- 『非行・問題行動をどう克服するか 続々教師の指導力を高めるために』明治図書出版 1981 生活指導選書
- 『親は子に何を教えたらよいか 体験でつづる小・中学生の家庭教育』明治図書出版 1982 新しい家庭教育の本
- 『思春期の子をどう導くか』明治図書出版 1984 新しい家庭教育の本
- 『受験期の子をもつ親に』大月書店 1984 国民文庫
- 『いまクラスに何が必要か』明治図書出版 1985 教育新書
- 『いま親子の対話に何が必要か』明治図書出版 1986 新しい家庭教育の本
- 『わたしの教師学ノート』労働旬報社 1986 シリーズ・これからの教育
- 『坂本光男のむずかしい思春期をのりきる本』草土文化 1987
- 『ひとりひとりにどう迫るか』明治図書出版 1987 教育新書
- 『友情物語 友だちってなんだ』明治図書出版 1987 がんばれ中学生
- 『学級集団づくりの原則』明治図書出版 1988 教育新書
- 『子育て父親の出番』明治図書出版 1988 家庭教育新書
- 『生徒の説得のしかた』明治図書出版 1988 教育新書
- 『親が今すぐ教えてほしいこと』明治図書出版 1989 家庭教育新書
- 『指導力をきたえる』明治図書出版 1989 教育新書
- 『先生が元気のでる話』民衆社 1989 シリーズ教育技術セミナー
- 『子育て・教育を宗谷に学ぶ』大月書店 1990
- 『どんどん好きになる国語の本』大月書店 1990 中学生ゼミナール
- 『学力ってなに?どうすれば伸びるの?』労働旬報社 1991 メッセージ21
- 『学級担任としての心得』明治図書出版 1991 教育新書
- 『子どもが変った!どう導くか』明治図書出版 1991
- 『今日も元気な先生で 100万人の教師に贈る』学事出版 1993
- 『わが子の学力親にできること』労働旬報社 1993
- 『いじめ・登校拒否に負けない 親と子・教師の知恵』労働旬報社 1995 家庭と学校をつなぐ本
- 『坂本光男の本』全5巻 明治図書出版 1995
- 『21世紀・これからの教育と子育て 教育を私たちのものに』労働旬報社 1996 家庭と学校をつなぐ本
- 『日本縦断元気が出る実践集 いじめ・登校拒否の現場から』学事出版 1996
- 『いま、女先生がんばる』労働旬報社 1997 家庭と学校をつなぐ本
- 『笑顔の明るい先生になろう 坂本光男の若い教師へのメッセージ』明治図書出版 1998
- 『親と教師はどうつきあうか』明治図書出版 1999
- 『元気な子育て・いま親にできること』明治図書出版 1999
- 『子ども同士の関係性をどうつくるか 学級集団づくりの技術と方法』明治図書出版 2001
- 『先生、ひとりぼっちにならないで 共同と連帯を求めて』明治図書出版 2001
- 『愛されて育った子は親を忘れない 子どもの自立と学力に迫る』かもがわ出版 2003

## 共編著
- 『中学生の生活指導 1-3年』宮坂哲文,前沢泰共編 明治図書出版 1963 明治図書講座
- 『学級集団づくりをすべての教師に』1-12 大畑佳司共編 明治図書出版 1980-1986
- 『集団づくりのための核の指導』大畑佳司共編 明治図書出版 1983 生徒を生かす集団づくり実践講座
- 『集団づくりのための班の指導』大畑佳司共編 明治図書出版 1983 生徒を生かす集団づくり実践講座
- 『学年集団づくりの実践』編著 明治図書出版 1984 学年集団づくり双書
- 『中学生ノート 思春期を生きる』編著 労働旬報社 1984 青春ライブラリー
- 『180万人の進路 ぼくらは中学三年生』編著 労働旬報社 1984 青春ライブラリー
- 『講座「できない」子に挑む』折出健二共編 明治図書出版 1985
- 『どうする!いじめ・体罰・非行』編 民衆社 1985 非行克服シリーズ
- 『学級集団づくりの学年別みとおし』編著 明治図書出版 1988 教育新書
- 『親が変われば子は伸びる』横山幸一共著 明治図書出版 1990 家庭教育新書
- 『宗谷の教育合意運動とは』横山幸一共著 大月書店 1990
- 『親と子の対話・元気がでる話』小野寺武男共著 労働旬報社 1991 家庭と学校をつなぐ本
- 『自立を育てる児童会活動』宮下順夫共編著 労働旬報社 1992
- 『自立を育てる生活指導』労働旬報社 1992

小学校1年 笠原恵子共編著
小学校2年 浜本宏共編著
小学校3年 小野寺武男共編著
小学校4年 酒井還成共編著
小学校5年 松山正敏共編著
小学校6年 荒井伸夫共編著
中学校1年 田所恵美子共編著
中学校2年 中村悌一共編著
中学校3年 谷尻治共編著
- 『自立を育てる生徒会活動』坪内晃共編著 労働旬報社 1992
- 『父母が主張するときです!学校5日制問題』横山幸一共著 大月書店 1992
- 『5日制の学校づくりと教育運動のすすめ方』横山幸一共著 大月書店 1993 家庭と学校をつなぐ本
- 『親が育てる子どもの魅力』斎藤晴雄共著 労働旬報社 1994 小・中学生をもつ親へ
- 『子どもはこんな親がすき』斎藤晴雄共著 労働旬報社 1994 小・中学生をもつ親へ
- 『子育て・父親にできること』近藤郁夫共著 労働旬報社 1997 家庭と学校をつなぐ本

## 参考
- 愛されて育った子は親を忘れない―子どもの自立と学力に迫る - 紀伊國屋書店BookWeb